# トロピカル〜ジュ!プリキュアLIVE2021 Viva!トロピカSUMMER!LIVE
『トロピカル〜ジュ！プリキュアLIVE2021 Viva!トロピカSUMMER!LIVE』（トロピカル〜ジュ！プリキュアライブ2021 ビバ トロピカサマーライブ）は、2021年9月25日に横浜国際平和会議場（パシフィコ横浜国立大ホール）で開催された、アニメ『トロピカル〜ジュ!プリキュア』のコンサート。2022年3月2日にはライブの模様を収録したDVD/Blu-ray DISCがマーベラスから発売されている。

## 背景
テレビアニメ『トロピカル〜ジュ!プリキュア』の主題歌歌手と出演声優によるコンサートで、作品公式ライブとしては2021年2月21日開催の『ヒーリングっど♥プリキュア 感謝祭 オンライン』に続く通算7回目の開催となるが、プリキュアライブとしては、「ヒーリングっど♥プリキュアLIVE2020 キュアTouch!ヒーリングっど♥MUSIC!」（2020年9月、Zepp Tokyo）が新型コロナウイルス感染症の感染拡大とそれに伴う来場者・出演者・スタッフ等の健康や安全を考慮し中止となったため、2019年9月に開催された『スター☆トゥインクルプリキュアLIVE2019 KIRA☆YABA!イマジネーションライブ』以来2年ぶりの開催となった。
一昨年と同様、ライブは、おひサマー公演（開場：11時30分／開演：13時）と、おつきサマー公演（開場：16時30分／開演：18時）の昼夜2部開催となり、『uP!!!』でのオンラインによる生配信も実施された。

## リリース
プレミア席を購入した観客限定で、本コンサートで披露される歌唱曲が収録されたスペシャルライブCDが入手出来る特典も配布された（詳細はトロピカル〜ジュ!プリキュア サウンドアルバム#LIVEスペシャルCDを参照）。
映像ソフトの発売は『スター☆トゥインクルプリキュアLIVE2019 KIRA☆YABA!イマジネーションライブ』（2019年9月開催、2020年3月発売）以来となり、今回は本編としておつきサマー公演の全編を収録、映像特典としておひサマー公演での一部変更楽曲とライブMC、公演後の出演者によるバックステージコメントも収録している。封入特典としてライブの場面写真を収録したフォトブックレットが付属。

## 出演者
- ファイルーズあい[13]
- 花守ゆみり[14]
- 石川由依[15]
- 瀬戸麻沙美[16]
- 日高里菜[17]
- Machico[18][19]
- 吉武千颯[18][19]

なお、北川理恵は、自身のスケジュールの都合で、出演するミュージカル『オリバー!』東京公演の舞台出演に向けての練習のため、未出演となった。

## セットリスト
セットリスト出典：。歌手名は昼夜同一の物についてはおつきサマー公演では記述を省略。楽曲の解説は各収録作品を参照のこと。

### 第1部 "おひサマー"公演
1. Viva! Spark!トロピカル〜ジュ!プリキュア（Machico）
2. なかよしのうた（日高里菜）
3. OH! TEMPT SUMMER DAY（ファイルーズあい）
4. チャーミング＊∞＊ハピネス（花守ゆみり）
5. My Story（石川由依）
6. BREAK POINT（瀬戸麻沙美）
7. アクアプリズム（日高里菜）
8. シェアして！プリキュア Machico Ver.（Machico）
9. Brave Parade（吉武千颯、Machico）
10. トロピカ I・N・G（吉武千颯）
11. ミラクルっと♥Link Ring!（Machico）
12. Good Good ハ〜イ！（Machico、吉武千颯）
13. LOVE FOR ALL（Machico）
14. CLAP!〜勇気を鳴らせ〜（Machico、吉武千颯）
15. シャンティア〜しあわせのくに〜（ファイルーズあい、花守ゆみり、石川由依、瀬戸麻沙美、日高里菜）
16. 大好きのSnowball（Machico）
17. プリティル〜ジュデイズ！（ファイルーズあい、日高里菜）
18. おもいきりトロピカル！（ファイルーズあい、花守ゆみり、石川由依、瀬戸麻沙美、日高里菜）
19. あこがれ Go My Way!!（出演者全員）

### 第2部 "おつきサマー"公演
1. Viva! Spark!トロピカル〜ジュ！プリキュア with トロピカる部（Machico、ファイルーズあい、花守ゆみり、石川由依、瀬戸麻沙美、日高里菜）
2. OH! TEMPT SUMMER DAY
3. チャーミング＊∞＊ハピネス
4. My Story
5. BREAK POINT
6. なかよしのうた
7. シェアして！プリキュア Machico Ver.
8. Brave Parade
9. トロピカ I・N・G
10. 星座のチカラ（吉武千颯）
11. Good Good ハ〜イ！
12. ミラクルっと♥Link Ring!
13. CLAP!〜勇気を鳴らせ〜
14. シャンティア〜しあわせのくに〜
15. 大好きのSnowball
16. プリティル〜ジュデイズ！
17. おもいきりトロピカル！
18. あこがれ Go My Way!!
19. Viva! Spark!トロピカル〜ジュ！プリキュア（出演者全員）